# Confessione di Pietro
Nel Cristianesimo, la Confessione di Pietro (Confessio Petri nella traduzione nella Vulgata del vangelo di Matteo), conosciuta anche come Professione di fede di Pietro, si riferisce ad un episodio nel Nuovo Testamento, in cui l'apostolo Pietro afferma che Gesù è il Cristo, cioè il Messia ebraico. L'episodio è riportato nei tre Vangeli sinottici (Mt16,13-20, Mc8,27-30, Lc9,18-21).
La Confessione di Pietro e l'accettazione da parte di Gesù del titolo di "Messia" sono fondamentali nella Cristologia e costituiscono nella narrativa del Nuovo Testamento una dichiarazione definitiva riguardante la persona di Gesù, che accetta il titolo di Cristo. Nel Vangelo di Matteo, Pietro definisce Gesù anche Figlio di Dio e Gesù lo benedice e definisce l'affermazione come rivelazione divina, affermando che il suo Padre in cielo l'aveva rivelato a Pietro; con ciò Gesù si dichiara inequivocabilmente sia Cristo che Figlio di Dio. Nello stesso passaggio di Matteo, Gesù sceglie anche Pietro come il capo degli Apostoli e afferma: "Su questa roccia costruirò la mia chiesa". La maggior parte delle denominazioni cristiane concorda che la dichiarazione di Gesù si applica a Pietro, ma divergono nelle loro interpretazioni su ciò che accade dopo Pietro.

## Racconti evangelici

### Contesto e scenario
Nel Nuovo Testamento, questa pericope e il racconto della Trasfigurazione di Gesù appaiono verso la metà della narrazione del Vangelo e segnano insieme l'inizio della graduale rivelazione dell'identità di Gesù ai suoi discepoli.
L'episodio è ambientato vicino a Cesarea di Filippo nel nord della Palestina e avviene all'inizio dell'ultimo viaggio verso Gerusalemme, che termina con la Crocifissione e la Risurrezione di Gesù.

### Proclamazione e accettazione
La Confessione di Pietro inizia come un dialogo tra Gesù e i suoi discepoli. Gesù inizia chiedendo le opinioni correnti su di lui tra le "moltitudini", chiedendo: "Chi dice la gente che io sia?" I discepoli forniscono una varietà di ipotesi comuni al tempo, che vanno da Giovanni il Battista a Elia o uno degli antichi profeti. Gesù chiede quindi ai suoi discepoli la propria opinione: "Ma voi chi dite che io sia?" Solo Simon Pietro gli risponde: "Tu sei il Cristo, il Figlio del Dio vivente". Gesù accetta la definizione data su di lui da Pietro e impone severamente ai discepoli di non parlarne con nessuno.
Solo nel Vangelo di Matteo Gesù benedice Pietro per la sua risposta e dichiara la proclamazione divina della rivelazione, affermando che il suo Padre in cielo lo aveva rivelato a Pietro. In questa asserzione, sostenendo entrambi i titoli come rivelazione divina, Gesù si dichiara inequivocabilmente di essere sia il Cristo che il Figlio di Dio. Proseguendo, Gesù indica che questa rivelazione è il fondamento della chiesa e nomina Pietro capo degli apostoli, dicendogli: "Qualsiasi cosa tu legherai sulla terra sarà legata nei cieli e tutto ciò che scioglierai sulla terra sarà sciolto nei cieli".

## Interpretazioni
Nel testo greco, Pietro è indicato con la parola petros mentre la pietra fondamento della chiesa è indicata con petra. Questa differenza ha dato luogo a varie interpretazioni, come quella che la prima parola indichi un sasso, la seconda una roccia; vari studiosi ritengono però che nel greco antico queste parole avessero un significato meno preciso. La parola "chiesa" (ekklesia in greco), usata qui, appare nei Vangeli ancora una volta, in Mt18,17 e si riferisce alla comunità di credenti in quel momento. L'espressione "le porte dell'inferno" indica il mondo sotterraneo e la dimora dei morti e si riferisce ai poteri opposti a Dio che non sono in grado di trionfare sulla chiesa. Le chiavi del regno dei cieli si riferiscono alla metafora del Regno dei Cieli, che è un "luogo in cui entrare" (espressione usata anche in Mt 23,13) e dove l'ingresso può essere chiuso.
Tutti e tre i Sinottici concludono il racconto con Gesù dicendo ai discepoli di non rivelare di essere il Messia a nessuno, una dichiarazione che nel XX secolo ha dato origine alla teoria del Segreto messianico nel Vangelo di Marco.

## Primato di Pietro
Sulla questione dell'autorità data a Pietro nel vangelo di Matteo le opinioni non sono concordi. Anche se la maggior parte delle confessioni cristiane concorda sul fatto che la dichiarazione di Gesù si applica a Pietro, le interpretazioni divergono su ciò che accade dopo Pietro.
Nella Chiesa cattolica, le parole di Gesù, "su questa pietra costruirò la mia chiesa" sono interpretate come fondamento della dottrina del papato, per cui la Chiesa di Cristo è fondata su Pietro e i suoi successori, i Vescovi di Roma.
Le Chiese ortodosse rifiutano la successione dei papi e ritengono Pietro come un “primo tra pari”. Le parole di Gesù: "tutto ciò che legherai sulla terra sarà legato in cielo", avrebbero conferito in primo luogo a Pietro ciò che è stato successivamente conferito tutti gli apostoli collettivamente. Gli ortodossi credono nell'infallibilità della Chiesa nel suo insieme, ma ogni individuo, indipendentemente dalla sua posizione, può essere soggetto ad errore.
I Protestanti credono che il versetto affermi che Pietro era la pietra fondamentale della Chiesa, ma non accettano che si applichi alla successione continua di papi come Vescovi di Roma. In particolare, alcuni settori Evangelici aderiscono all'interpretazione che è la stessa "confessione" di Pietro ad essere "la roccia sulla quale sarà costruita la Chiesa di Gesù", cioè la chiesa sarà costruita solo su Gesù come pietra di fondazione della sua chiesa. Questa interpretazione usa solitamente l'argomento della differenza in greco tra "petros" (sasso) e "petra" (roccia): "Tu sei Pietro [petros] e su questa roccia [petra] costruirò la mia chiesa".

## Commemorazioni
La Chiesa cattolica, in ricordo dell'avvenimento, celebra la festa della Cattedra di San Pietro il 22 febbraio nel Calendario romano generale. Nel Calendario romano generale del 1960, la festa si celebra il 18 gennaio. Gli anglicani e luterani celebrano la festa della confessione di San Pietro il 18 gennaio.